# フローラ (メルツィ)
『フローラ』（露: Флора, 英: Flora）、または『ラ・コルンビーナ』（英: La Columbina）は、イタリア・ルネサンスの画家フランチェスコ・メルツィ (1491–1570年) が1520年ごろに制作した絵画である。ルネサンスの画家たちに人気のあったローマ神話の春と花の女神フローラを描いている。片胸を露出したポーズから愛人か高級娼婦の肖像とも推測されるが、その場合はフローラに見立てて寓意化しているものと見られる。作品は1649年にマリー・ド・メディシスのコレクションにあったが、1850年以来、サンクトペテルブルクのエルミタージュ美術館に所蔵されている。

## 作品
『フローラ』はレオナルデスキ（レオナルド・ダ・ヴィンチの追随者）に典型的な様式で描かれている。レオナルド的な類型の伏し目の女性の顔 (ルーヴル美術館にあるレオナルドの『聖アンナと聖母子』の聖アンナに類似している) とスフマートの技法を用い、レオナルド的な植物と髪の細やかな観察への傾向を示している。構図の点では、フローラはシダとツタに囲まれて洞窟の中にいる。彼女は古代ローマ人の衣服、すなわち金糸の刺繍のあるストラと肩に掛けられた青色のパルラ (布)を身に纏っている。膝の上には白いジャスミンがあり、左手には オダマキ (英語の一般名は「columbine=コロンバイン」) の枝を持っており、かつての本作の名称「ラ・コルンビーナ」の由来となった。
フローラを取り囲む植物は16世紀と17世紀の鑑賞者には象徴的な意味を持っていた。たとえば、オダマキは豊穣の象徴であり、フローラのはだけた胸の横でオダマキは彼女の「花の母」としての役割を強調している。彼女の右手のジャスミンは純潔を象徴する。パルラの襞の中のアネモネは再生を表す。古代ギリシアでは、アネモネはまた「風の花」でもあった。それゆれに、アネモネはフローラが西風の神ゼピュロスとの結婚の経緯を示している。 画面上部右側のツタは永遠性を象徴し、上部左側のシダは洞窟にいる孤独を反映している。

## 帰属

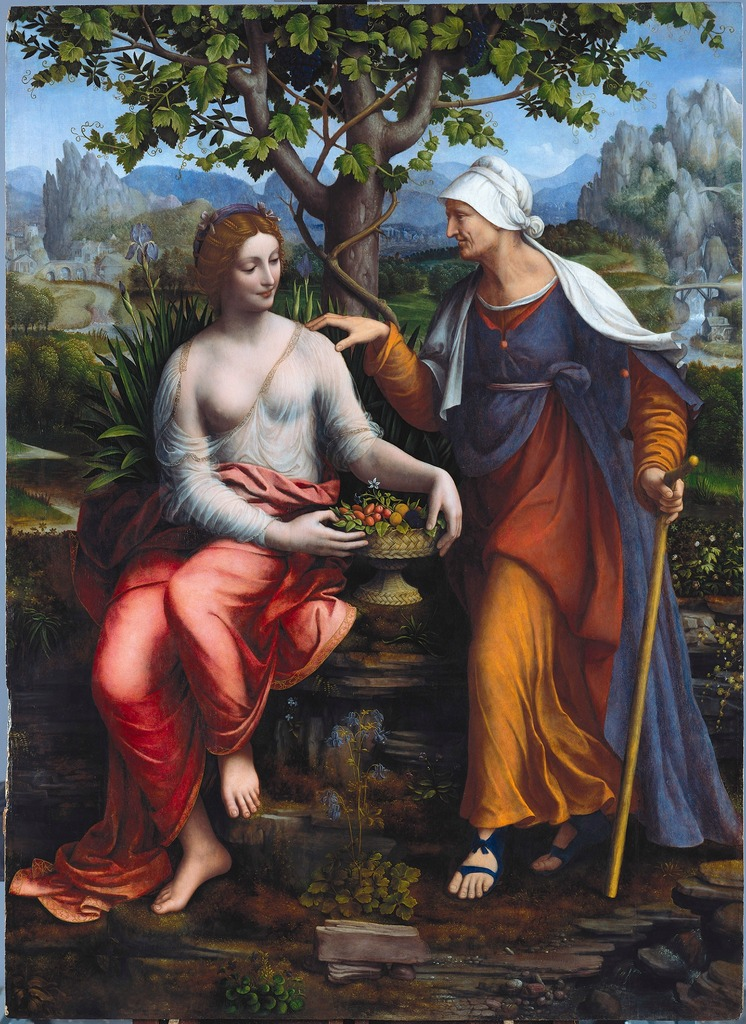
フランチェスコ・メルツィ『ウェルトゥムヌスとポモナ』、1518-1522年ごろ、絵画館 (ベルリン)

メルツィはレオナルド・ダ・ヴィンチの弟子で、彼が本作で用いている技術はレオナルドの技術を非常にうまく真似ているため、作品がニコライ1世 (ロシア皇帝) のためにエルミタージュ美術館に購入された時はレオナルドの真作であると考えられた。美術館に収蔵されると、研究者たちは作品を様々なレオナルドの追随者に帰属した。1871年に、ジョゼフ・クロウとジョヴァンニ・カヴァルカセッレは、作品がアンドレア・ソラーリに帰属されるべきであると主張した。1892年に、ジョヴァンニ・モレッリはジャンペトリーノの制作であると主張した。1899年に、ジョージ・C・ウィリアムソンはベルナルディーノ・ルイーニの作品であると主張した。クロード・フィリップス (Claude Phillips)は『フローラ』を「謎」と呼び、下絵はレオナルドによるもので、彩色は弟子によるものであるという印象を持った。
『フローラ』のメルツィへの帰属は、画家の他の作品、とりわけ絵画館 (ベルリン) にある『ウェルトゥムヌスとポモナ』との類似性にもとづいている。アドルフォ・ヴェントゥーリは、いかに「同じ誘惑的で優しい女性の魅力と、同じ古代ギリシア的精神が『ラ・コルンビーナ』に『ウェルトゥムヌスとポモナ』同様に現れている」かについて記述している。ロドマン・ヘンリーは同様にこの類似性に着目したが、メルツィが画家であったという証拠がないため、2作品を彼に帰属することはできないと主張した。しかし、メルツィの署名の痕跡が1963年に『フローラ』の画面下部左側に発見され、彼への帰属が補強されることになった。
『フローラ』、『ラ・コルンビーナ』という名称とともに、この絵画は時に『虚栄』、『ジョコンダ』とも呼ばれてきた。さらに、絵画が肖像画であると考えられた時は、フランソワ1世 (フランス王) の愛妾『バブー・ド・ラ・ブルデジエール夫人の肖像』とも呼ばれた。

## 来歴
絵画の知られている所有歴は以下の通りである。

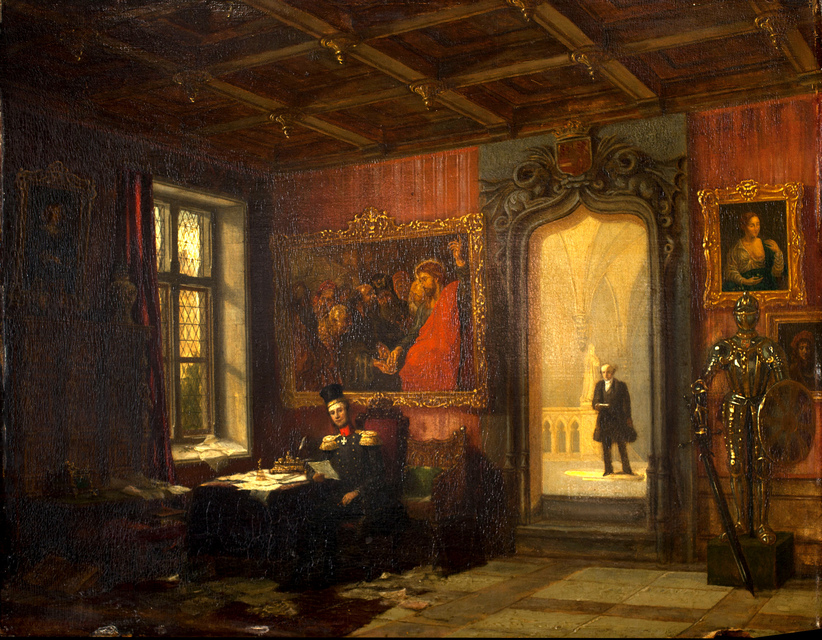
H・ウェイナンズ (H. Wijnands) 『デン・ハーグのクヌーテルデイク宮殿の王ウィレム2世』 (King Willem II in the Kneuterdijk Palace in The Hague) 、1847年、板上に油彩、33 x 43 センチ。 Stichting Historische Verzamelingen van het Huis Oranje-Nassau蔵 (デン・ハーグ) 。上部右側の鎧の上に『フローラ』が掛かっているのが見える。

- 1520年ごろ、フランチェスコ・メルツィにより制作された。
- 1649年、マリー・ド・メディシスの死後のコレクション目録に記載された。
- オルレアン公のコレクション (おそらくフィリップ2世 (オルレアン公) に取得された) 。その後、ルイ・ド・ブルボン＝オルレアン (オルレアン公) 、ルイ・フィリップ2世 (オルレアン公) に相続された。
- 1790年、ブリュッセルでエドゥアール・ド・ワルキエ (Edouard de Walckiers) 子爵に売却された。
- 1824(?) 年、ブリュッセルのダニエル?・ダノート　(Daniel? Danoot) のコレクションからウィレム2世(オランダ王) に売却された[18]。
- 1850年、デン・ハーグでニコライ1世の代理人フョードル・ブルーニ (Fëdor Bruni) に４万ギルダーで売却された。その後、サンクトペテルブルクのエルミタージュ美術館に取得された (その時点でフランチェスコ・メルツィに帰属が変更され、『フローラ』と名付けられた) 。

## 状態
『フローラ』は板に油彩で描かれたが、19世紀にキャンバスに移し替えられた。それにもかかわらず、絵具の層はよい状態にあると報告されており、下絵もよく保存され、表面に損傷などはあまりない。
2019年に、絵画はエルミタージュ美術館のマリア・ヴャチェスラヴォヴナ・シュレポヴァ (Мария Вячеславовна Шулепова) により修復を受けた。それ以前、絵画は黄ばんだニスによって覆われていたため細部は隠され、背景は平坦なものとなっていた。ニスはまた、フローラが身に着けているウルトラマリンのパルラを緑色に見せていた。絵具層の分析は、さらにメルツィがパルラを描く際、安価な藍銅鉱の上に高価なウルトラマリンを塗り重ねて「騙そう」としたのではないことを明らかにした。むしろ、富裕であったメルツィはパルラ全体を純粋なウルトラマリンで彩色する経済的余裕があったのである。

## 大衆文化との関わり
『フローラ』はイタリアの歌手マンゴの2009年のアルバム『愛は窓』に登場している。
2012年、『フローラ』の16世紀の複製がクリスティーズの競売でロシアのサンクトペテルブルクの個人収集家に937,250ポンドで売却された。

## 複製

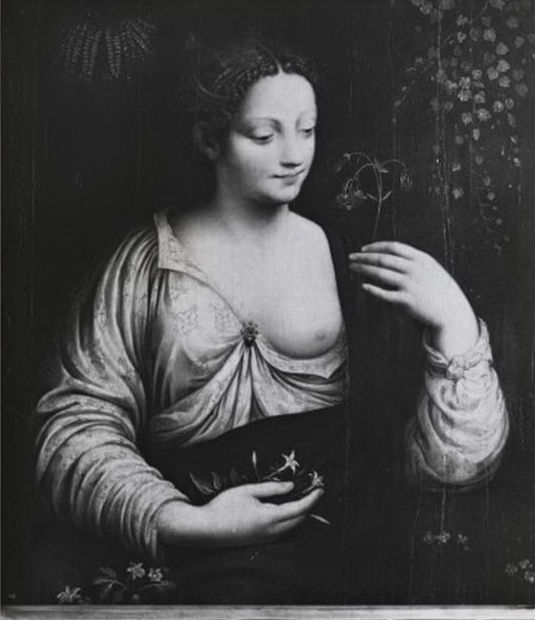
フランチェスコ・メルツィの追随者『ラ・コルンビーナ』、16世紀半ば以降。板上に油彩、29 1/2 × 25 in (74.93 × 63.5 cm). ヴァージニア美術館（英語版） (53.29.4).
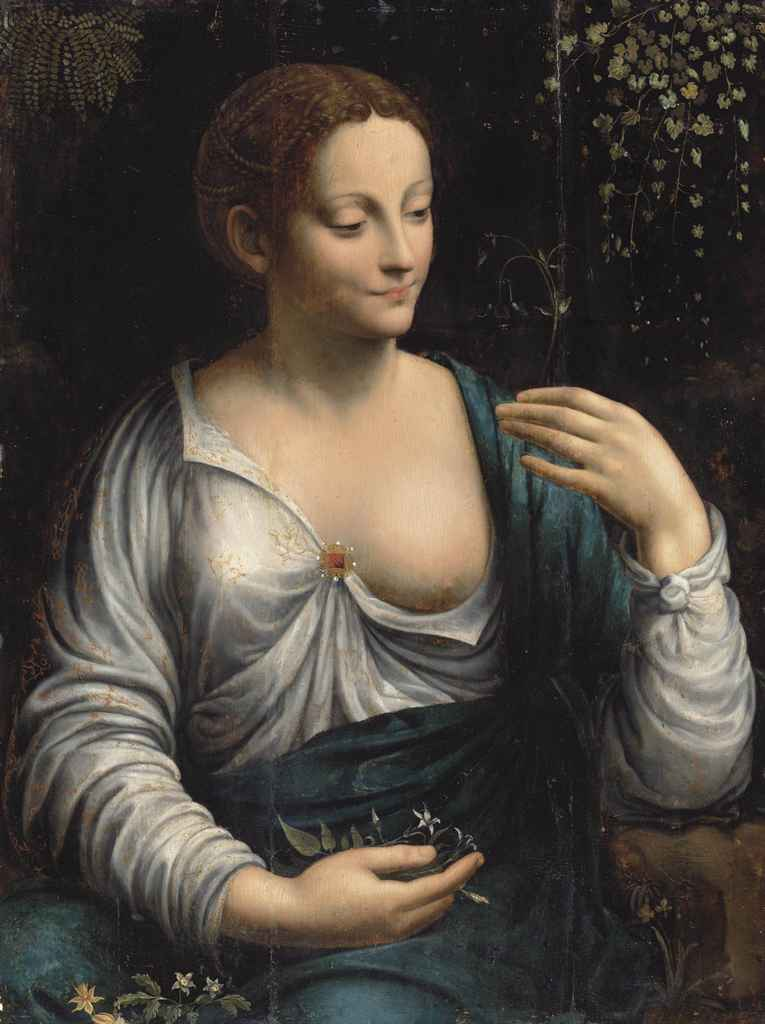
レオナルド・ダ・ヴィンチの追随者『フローラ』、16世紀。板上に油彩、26¾ x 20 in. (68 x 50.8 cm). 個人蔵、サンクトペテルブルク (クリスティーズ のオールドマスターとイギリス絵画の競売、ロンドン、2012年7月4日、108番)
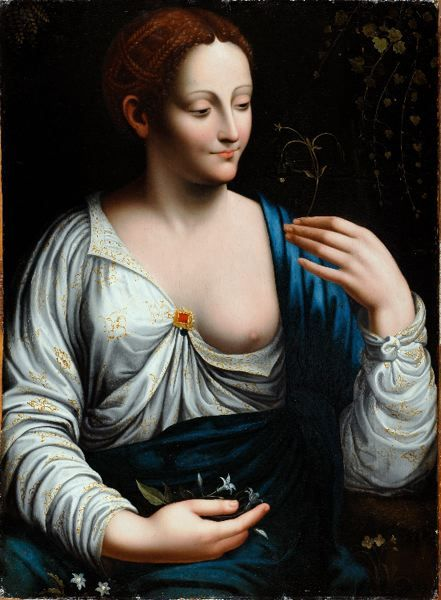
フランチェスコ・メルツィの追随者『フローラ』、または『ラ・コルンビーナ』、16世紀。板上に油彩、64.5 x 47.7 cm. ブロワ城 (869.2.15).
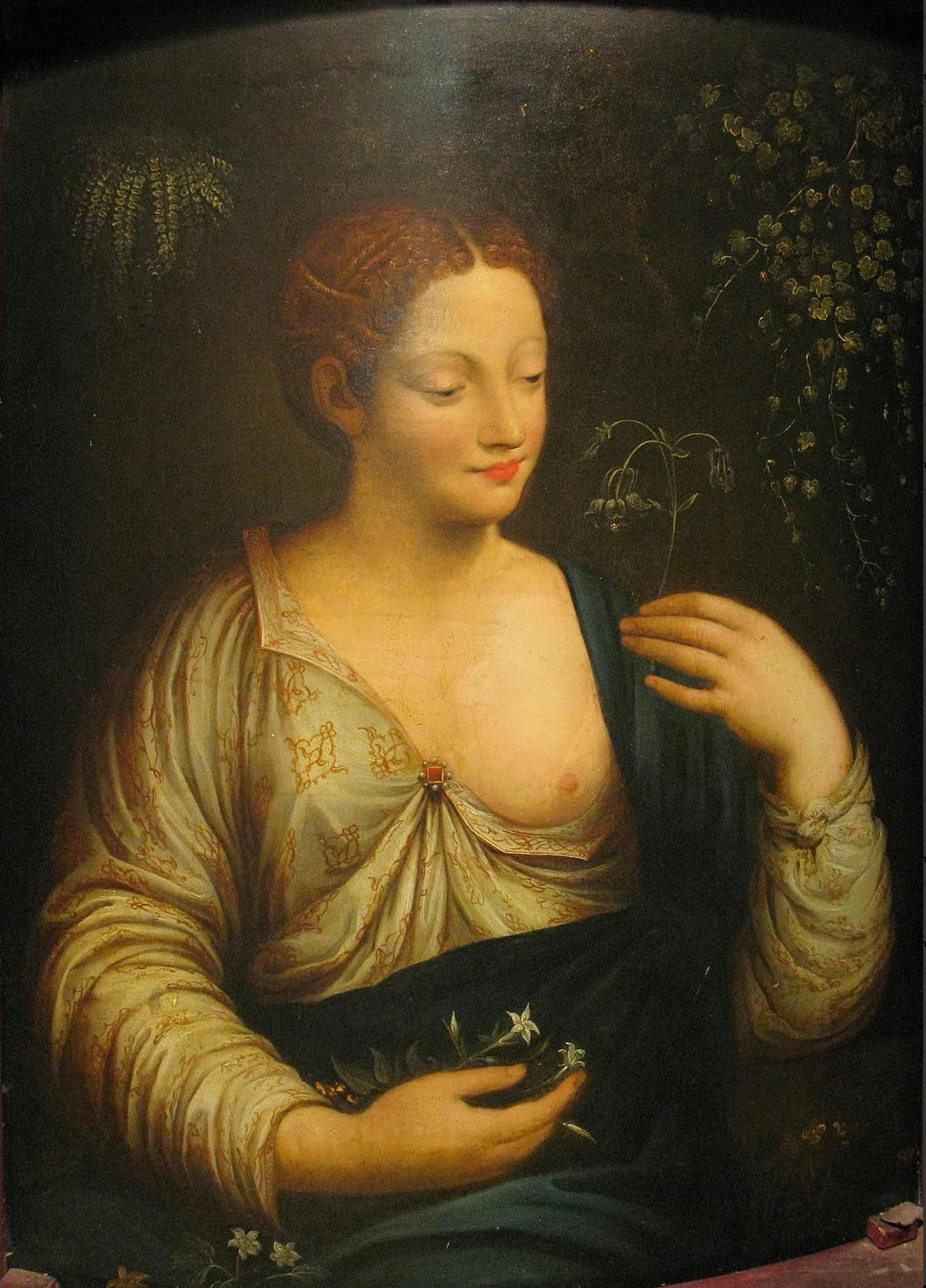
フランチェスコ・メルツィの追随者『フローラ』、板上に油彩。30 1/4 x 22 1/2 in. 個人 (ボンハムズ（英語版） Period Art & Design蔵、サン・フランシスコ、2013年7月20日、3001番).
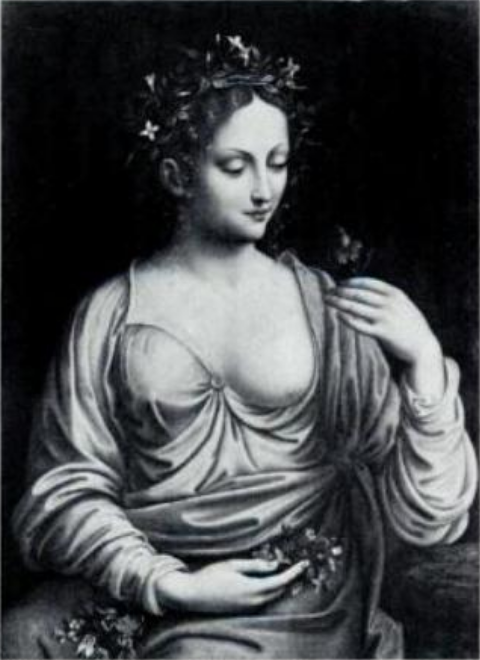
フランチェスコ・メルツィに帰属『フローラ』、1510年ごろ。板上に油彩。所蔵先不明 (以前、パリのPrince I. de Baranowiczのコレクション).